# Brinquedonautas
Brinquedonautas é uma série de animação infantil paraense lançada em 2019, criada e produzida pelo luminuras Estúdio. A produção foi realizada com apoio do programa Prodav/TVs Públicas da Ancine e distribuída inicialmente para emissoras regionais e educativas. A estreia nacional ocorreu em maio de 2020 pela TV Brasil, e também foi exibida pela TV Cultura.

## Sinopse
A série acompanha cinco crianças — Zeca, Gui, Dara, Malu e Tuti — que viajam pelo mundo a bordo de um fantástico Zeppelin brinquedoteca. Em cada episódio, os personagens visitam diferentes comunidades e culturas, aprendendo com outras crianças sobre brinquedos e brincadeiras tradicionais. A proposta valoriza a diversidade lúdica brasileira e promove o respeito às diferenças por meio da imaginação e da troca cultural.